# Cingles de Sant Roc
Els cingles de Sant Roc és una cinglera que fa de termenal entre els municipis d'Amer (la Selva), Sant Aniol de Finestres (la Garrotxa), i Sant Martí de Llémena (Gironès). El punt culminant d'aquesta cinglera (598,1 msnm) resta a la punta al vèrtex d'aquesta falca coincidint amb l'ermita de Sant Roc de la Barroca, construïda l'any 1447.
Aquest cim està inclòs al llistat dels 100 cims de la FEEC amb el nom de Sant Roc.
Vist en alçada forma una falca de forma aguda apuntant cap a l'est elevada pràcticament dos-cents metres de la plana. Forma i separa la riera de Sant Climent, al sud, i la riera de Llémena, al nord i l'est, que acaben sent afluents del Ter per l'esquerra.